# Gördülő kiadás
A gördülő kiadás, a gördülő frissítés vagy a folyamatos szállítás a szoftverfejlesztésben az a koncepció, hogy az alkalmazások gyakran frissítenek.  Ez ellentétben áll egy szabványos vagy pont-kiadású fejlesztési modellel, amely olyan szoftververziókat használ, amelyeket az előző verzióra kell telepíteni. 
A gördülőkiadás-fejlesztési modellek egyike a sokféle szoftverkiadás-életciklusnak. Bár a gördülő kiadású modell használható bármely szoftverdarab vagy -gyűjtemény fejlesztéséhez, a Linux-disztribúciók gyakran használják, lásd a gördülő disztribúciót. 
A gördülő kiadást általában kis és gyakori szoftverfrissítések alkalmazásával hajtják végre. Azonban egyszerűen a frissítések megléte nem jelenti azt, hogy egy szoftver egy gördülő kiadási ciklust használ; ehhez a fejlesztők filozófiájának annak kell lennie, hogy dolgozniuk kell egy kódággal, versus diszkrét változatokkal. Amikor a gördülő kiadás fejlődési modellként kerül alkalmazásra, a szoftverfrissítéseket általában a felhasználó személyi számítógépén lévő csomagkezelő szállítja a felhasználóknak, és az interneten keresztül egy internetes fájlkiszolgálón tárolt távoli szoftvertárat (gyakran tükrözés segítségével) ér el.

## Fordítás
Ez a szócikk részben vagy egészben  a   Rolling release című angol Wikipédia-szócikk ezen változatának fordításán alapul.  Az eredeti cikk szerkesztőit annak laptörténete sorolja fel. Ez a jelzés csupán a megfogalmazás eredetét és a szerzői jogokat jelzi, nem szolgál a cikkben szereplő információk forrásmegjelöléseként.